# Джованни Паоло I Сфорца
Джованни Паоло I Сфорца (итал. Giovanni Paolo I Sforza, 1497 — 1535), также известный как Джованни Паоло I (итал. Giovanni Paolo I) и Джанпаоло I Сфорца (итал. Giampaolo I Sforza) — итальянский кондотьер, основатель линии маркизов Караваджо.
Джованни Паоло был внебрачным сыном миланского герцога Лодовико Мария Сфорца и Лукреции Кривелли. В 1513 году, когда его брат Массимилиано на короткое время восстановил правление семейства Сфорца в Милане, Джованни Паоло принял участие в обороне Новары от французов. Когда в 1525 году аналогичную попытку предпринял другой его брат, Франческо II Мария Сфорца, Джованни Паоло был осаждён в Кастелло Сфорцеско испанскими войсками под руководством Антонио де Лейва. Три года спустя он был осаждён в Лоди.
В 1532 году, после того как в Болонье был подписан мир между Франческо и Карлом V, Джованни Паоло получил титул маркиза Караваджо. Три года спустя, после смерти Франческо, он отправился в находившееся тогда под властью Испании Неаполитанское королевство, чтобы предъявить свои права на Миланское герцогство, однако на полпути, во Флоренции, умер при странных обстоятельствах. Ходили слухи, что он был отравлен по приказу Де Лейва.